# Aaron Springer
Aaron Paul Springer (né le 5 septembre 1973) est un scénariste, réalisateur, artiste et directeur de storyboards américain.

## Filmographie

### Scénariste
- depuis 1999 : Bob l'éponge (TV)
- 2002-2003 : Samouraï Jack (TV)
- 2003 : Le Laboratoire de Dexter (TV)
- 2004 : Bob l'éponge, le film
- 2005 : Sunday Pants (TV)
- 2005-2007 : Billy et Mandy, aventuriers de l'au-delà (TV)
- 2006 : Korgoth of Barbaria (en) (TV)

### Réalisateur
- 2001-2007 : Bob l'éponge (TV)
- 2006 : Korgoth of Barbaria (TV)

### Story-boardeur
- depuis 1999 : Bob l'éponge (TV)
- 1999 : Greatest Hits (vidéo) : Layout
- 2002-2003 : Samouraï Jack (TV)
- 2003 : Le Laboratoire de Dexter (TV)
- 2004 : Bob l'éponge, le film
- 2005 : Sunday Pants (TV)
- 2007 : Billy et Mandy, aventuriers de l'au-delà (TV)

### Producteur
- 2005 : Sunday Pants (TV) (producteur exécutif)
- 2006 : Korgoth of Barbaria (TV) (producteur exécutif)

### Diverses équipes
- 1999 : The Goddamn George Liquor Program (TV) : Chargé d'animation
- 1999 : Greatest Hits (vidéo) : Layout / Chargé d'animation
- 2001 : A Kitty Bobo Show (TV) : Animation layout artiste
- 2005 : Sunday Pants (TV) : Artiste agencement
- 2006 : Korgoth of Barbaria (TV) : Dessin des personnages

Acteur
- 2004 : Bob l'éponge, le film : Laughing Bubble